# Cactophagus
Cactophagus är ett släkte av skalbaggar. Cactophagus ingår i familjen Dryophthoridae.

## Bildgalleri

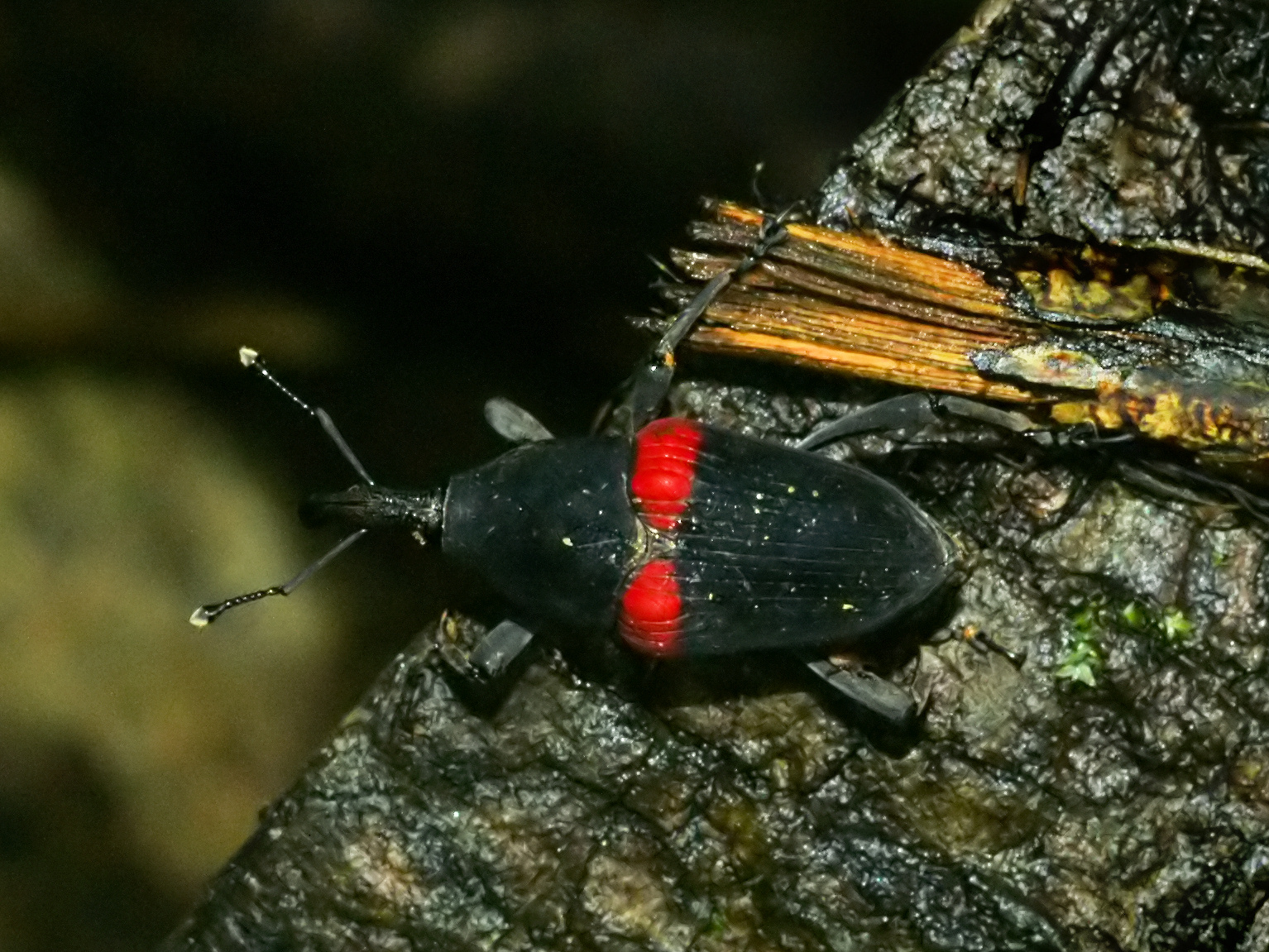

## Dottertaxa tillCactophagus, i alfabetisk ordning[1]
- Cactophagus aurantiacus
- Cactophagus auriculatus
- Cactophagus bifasciatus
- Cactophagus ciliatus
- Cactophagus cirratus
- Cactophagus consularis
- Cactophagus foveolatus
- Cactophagus hustachei
- Cactophagus major
- Cactophagus metamasioides
- Cactophagus miniatopunctatus
- Cactophagus nawradi
- Cactophagus obliquefasciatus
- Cactophagus perforatus
- Cactophagus procerus
- Cactophagus pulcherrimus
- Cactophagus quadripunctatus
- Cactophagus rubricatus
- Cactophagus rubroniger
- Cactophagus rubronigrum
- Cactophagus rubrovariegatus
- Cactophagus rufocinctus
- Cactophagus rufomaculatus
- Cactophagus sanguinipes
- Cactophagus sierrakowskyi
- Cactophagus spinolae
- Cactophagus sriatoforatus
- Cactophagus subnitens
- Cactophagus tibialis
- Cactophagus validirostris
- Cactophagus validus
- Cactophagus venezolensis